# Lamontjoie
Lamontjoie település Franciaországban, Lot-et-Garonne megyében. Lakosainak száma 555 fő (2022. január 1.). Lamontjoie Ligardes, Pergain-Taillac, Pouy-Roquelaure, Saint-Mézard, Laplume, Marmont-Pachas, Nomdieu és Saint-Vincent-de-Lamontjoie községekkel határos.

## Népesség
A település népességének változása:
| Lakosok száma | 471  | 390  | 400  | 491  | 505  | 517  | 605  | 601  | 586  | 555  |
|               | 1968 | 1982 | 1990 | 2006 | 2013 | 2015 | 2017 | 2019 | 2020 | 2022 |